# Yasuhiro Inaba
Yasuhiro Inaba –en japonés: 稲葉泰弘, Inaba Yasuhiro– (21 de octubre de 1985) es un deportista japonés que compitió en lucha libre. Ganó una medalla de bronce en el Campeonato Mundial de Lucha de 2010 y dos medallas de plata en el Campeonato Asiático de Lucha, en los años 2011 y 2012.
En los Juegos Asiáticos de 2010 consiguió una medalla de bronce en la categoría de 55 kg.

## Palmarés internacional
| Campeonato Mundial  | Campeonato Mundial   | Campeonato Mundial | Campeonato Mundial |
| Año                 | Lugar                | Medalla            | Categoría          |
| ------------------- | -------------------- | ------------------ | ------------------ |
| 2010                | Moscú (Rusia)        | Medalla de bronce  | 55 kg              |
| Juegos Asiáticos    |                      |                    |                    |
| Año                 | Lugar                | Medalla            | Categoría          |
| 2010                | Cantón (China)       | Medalla de bronce  | 55 kg              |
| Campeonato Asiático |                      |                    |                    |
| Año                 | Lugar                | Medalla            | Categoría          |
| 2011                | Taskent (Uzbekistán) | Medalla de plata   | 55 kg              |
| 2012                | Gumi (Corea del Sur) | Medalla de plata   | 55 kg              |